# Carl Nilsson (urmakare)
Carl Nilsson, född 10 november 1787 i norra Släthult, Villstads socken, död 1 maj 1850, var en svensk urmakare. Nilsson var upphovsman till de så kallade "Släthultsklockorna".

## Biografi
Nilsson var yngst av sex syskon, av vilka två gått bort före hans födelse. Föräldrarna hette Anna Larsdotter och Nils Samuelsson. Efter hand flyttade syskonen bort och så småningom var Carl enda barnet hemma. År 1805 blev Catharina Jönsdotter piga på Nilssons gård och den 21 april 1811 gifte hon sig med Carl. Paret fick tre barn. I oktober 1813 gick Carls far bort och modern levde fram till nyåret 1824. Nilsson blev hemmansägare, men var också verksam som urmakare. Han tog dock en paus i arbetet under åren 1835-40. Någon gång mellan 1805 och 1811 lämnade fadern gårdsbruket till Carl.
Sedan 1848 led Nilsson av ohälsa och avled den 1 maj 1850 av förkylning. Han efterlämnade hustrun Catharina och dottern Anna-Lisa, som kom att fortsätta klocktillverkningen under några år. Nilsson hade gjort sin första klocka i fjortonårsåldern och under sin över fyrtio år långa karriär tillverkade Nilsson 1074 klockor, varav den dyraste såldes till greve Hamilton. Hans kyrkklockor hamnade i småländska grannsocknar, exempelvis Hestra socken, Gryteryds socken, Unnaryds socken och Jälluntofta socken.